# Freie Wirtschaftszone Kėdainiai
Die Freie Wirtschaftszone Kėdainiai ist ein räumlich abgegrenztes geographisches Gebiet von 130,55  ha in der Rajongemeinde Kėdainiai in Litauen, für das rechtliche und administrative Erleichterungen für Investoren bestehen (Sonderwirtschaftszone). Die Zone wurde im März 2012 mit dem Gesetz über Freie Wirtschaftszone Kėdainiai für 49 Jahre errichtet. Im ehemaligen Gewerbepark Kėdainiai hofft man auf 19 Investoren und plant in 15 Jahren Investitionen von 285 Mio. Litas. 